# Guam op de Olympische Zomerspelen 1988
Guam nam deel aan de Olympische Zomerspelen 1988 in Seoel, Zuid-Korea. De selectie bestond uit negentien atleten, actief in zeven verschillende sporten. Het land slaagde er niet in om haar eerste olympische medaille te winnen.

## Deelnemers en resultaten
(m) = mannen, (v) = vrouwen 

### Atletiek
| Olympiër         | Discipline   | Resultaat | Prestatie |
| ---------------- | ------------ | --------- | --------- |
| Fred Schumann    | marathon (m) | 86e       | 2:49.52   |
| Ricardo Taitano  | marathon (m) | 94e       | 3:03.19   |
| James Walker     | marathon (m) | 90e       | 2:56.32   |
|                  |              |           |           |
| Lourdes Klitzkie | marathon (v) | 63e       | 3:25.32   |
| Julie Ogborn     | marathon (v) | 59e       | 3:10.31   |
| Mariana Ysrael   | marathon (v) | 64e       | 3:42.23   |

### Boksen
| Olympiër      | Discipline | Resultaat | Prestatie                                                                        |
| ------------- | ---------- | --------- | -------------------------------------------------------------------------------- |
| Fred Schumann | -60kg (m)  | 17e       | 1ste ronde: vrij 2de ronde: V van BUL Chuprenski: scheidsrechterlijke beslissing |

### Gewichtheffen
| Olympiër      | Discipline  | Resultaat | Prestatie                                                         |
| ------------- | ----------- | --------- | ----------------------------------------------------------------- |
| Pete Fejeran  | -67,5kg (m) | 22e       | trekken: 23ste met 82,5kg stoten: 22ste met 110kg totaal: 192,5kg |
| Milan Cukovic | -110kg (m)  | 17e       | trekken: 19de met 95kg stoten: 17de met 125kg totaal: 220kg       |

### Judo
| Olympiër         | Discipline | Resultaat | Prestatie |
| ---------------- | ---------- | --------- | --------- |
| Derrick Anderson | -65kg (m)  | 34e       |           |
| Mariano Aquino   | -78kg (m)  | 20e       |           |
| Ricardo Blas     | +95kg (m)  | 19e       |           |

### Worstelen
| Olympiër      | Discipline  | Resultaat   | Prestatie                                                   |
| Vrije stijl   | Vrije stijl | Vrije stijl | Vrije stijl                                                 |
| ------------- | ----------- | ----------- | ----------------------------------------------------------- |
| Reuben Tucker | -90kg (m)   | 27e         | groep B: 14de V van MGL Düvchin: 0-4 V van BEL Bindels: 0-4 |

### Zeilen
| Olympiër     | Discipline      | Resultaat | Prestatie                            |
| ------------ | --------------- | --------- | ------------------------------------ |
| Jan Iriarte  | division II (m) | 41e       | 262 punten: (34-DSQ-37-38-DNF-40-31) |
| Gary Griffin | finn (m)        | 32e       | 203 punten: (29-31-28-29-DNF-27-23)  |

### Zwemmen
| Olympiër          | Discipline           | Resultaat | Prestatie                |
| ----------------- | -------------------- | --------- | ------------------------ |
| Jonathan Sakovich | 100m vrije slag (m)  | 53e       | serie 4: 6de in 54,24    |
| Jonathan Sakovich | 200m vrije slag (m)  | 49e       | serie 3: 5de in 1.57,72  |
| Jonathan Sakovich | 400m vrije slag (m)  | 41e       | serie 2: 2de in 4.06,89  |
| Jonathan Sakovich | 1500m vrije slag (m) | 35e       | serie 1: 3de in 16.26,77 |
| Patrick Sagisi    | 100m rugslag (m)     | 41e       | serie 2: 2de in 1.01,86  |
| Patrick Sagisi    | 200m rugslag (m)     | 36e       | serie 2: 7de in 2.15,82  |
| Jonathan Sakovich | 200m wisselslag (m)  | 45e       | serie 3: 6de in 2.16,70  |
| Jonathan Sakovich | 400m wisselslag (m)  | 29e       | serie 1: 1ste in 4.44,78 |
|                   |                      |           |                          |
| Veronica Cummings | 50m vrije slag (v)   | 3e        | serie 2: 6de in 28,94    |
| Veronica Cummings | 100m vrije slag (v)  | 50e       | serie 2: 3de in 1.02,62  |
| Veronica Cummings | 100m vlinderslag (v) | 40e       | serie 1: 8ste in 1.12,84 |

Afghanistan · Algerije · Amerikaanse Maagdeneilanden · Amerikaans-Samoa · Andorra · Angola · Antigua en Barbuda · Argentinië · Aruba · Australië · Bahama’s · Bahrein · Bangladesh · Barbados · België · Belize · Benin · Bermuda · Bhutan · Birma · Bolivia · Bondsrepubliek Duitsland · Botswana · Brazilië · Britse Maagdeneilanden · Brunei · Bulgarije · Burkina Faso · Canada · Centraal-Afrikaanse Republiek · Chili · China · Chinees Taipei · Colombia · Congo-Brazzaville · Cookeilanden · Costa Rica · Cyprus · Denemarken · Djibouti · Dominicaanse Republiek · Duitse Democratische Republiek · Ecuador · Egypte · El Salvador · Equatoriaal-Guinea · Fiji · Filipijnen · Finland · Frankrijk · Gabon · Gambia · Ghana · Grenada · Griekenland · Groot-Brittannië · Guam · Guatemala · Guinee · Guyana · Haïti · Honduras · Hongarije · Hongkong · Ierland · IJsland · India · Indonesië · Irak · Iran · Israël · Italië · Ivoorkust · Jamaica · Japan · Joegoslavië · Jordanië · Kaaimaneilanden · Kameroen · Kenia · Koeweit · Laos · Lesotho · Libanon · Liberia · Libië · Liechtenstein · Luxemburg · Malawi · Malediven · Maleisië · Mali · Malta · Marokko · Mauritanië · Mauritius · Mexico · Monaco · Mongolië · Mozambique · Nederland · Nederlandse Antillen · Nepal · Nieuw-Zeeland · Niger · Nigeria · Noord-Jemen · Noorwegen · Oeganda · Oman · Oostenrijk · Pakistan · Panama · Papoea-Nieuw-Guinea · Paraguay · Peru · Polen · Portugal · Puerto Rico · Qatar · Roemenië · Rwanda · Saint Vincent en de Grenadines · Salomonseilanden · Samoa · San Marino · Saoedi-Arabië · Senegal · Sierra Leone · Singapore · Soedan · Somalië · Sovjet-Unie · Spanje · Sri Lanka · Suriname · Swaziland · Syrië · Tanzania · Thailand · Togo · Tonga · Trinidad en Tobago · Tsjaad · Tsjecho-Slowakije · Tunesië · Turkije · Uruguay · Vanuatu · Venezuela · Verenigde Arabische Emiraten · Verenigde Staten · Vietnam · Zaïre · Zambia · Zimbabwe · Zuid-Jemen · Zuid-Korea · Zweden · Zwitserland